# Vjatjeslav Jekimov
Vjatjeslav Vladimirovitj Jekimov (russisk: Вячеслав Владимирович Екимов, tr. Vjatjeslav Vladimirovitj Jekimov; født 4. februar 1966 i Vyborg, Leningrad oblast) er en russisk tidligere professionel cykelrytter.

## Cykelkarriere
Jekimov begyndte at cykle i 1980 og var i første omgang en god banerytter, der kæmpede med blandt andet litaueren Gintautas Umaras på den sovjetiske cykelscene. Jekimov blev verdensmester i individuel forfølgelsesløb i 1985 og 1987, men det var Umaras, der kom til at stille op i denne disciplin ved OL 1988 i Seoul. Til gengæld var de begge med på det sovjetiske hold i holdforfølgelsesløb, og her satte de i kvalifikationsrunden ny verdensrekord med tiden 4.16,10 minutter. De to øvrige på holdet var Artūras Kasputis og Dmitrij Neljubin. I kvartfinalen var Gintautas Umaras udskiftet med sin bror, Mindaugas, og det blev sejr i endnu en forbedring af verdensrekorden til 4.14,22 minutter. I semifinalen var Gintautas tilbage, da Sovjetunionen besejrede Frankrig, og i finalen var det samme hold som i semifinalen, der sikkert sejrede og for tredje gang ved legene forbedrede verdensrekorden til 4.13,31 minutter. DDR fik sølv og Australien bronze.
Efter opløsningen af Sovjetunionen blev Jekimov professionel i 1990, hvorefter han primært kørte landevejsløb. Størstedelen af karrieren cyklede han for US Postal/Discovery Channel Pro Cycling Team. Han deltog i og fuldførte Tour de France 15 gange, første gang i 1990, sidste gang i 2006.
På landevejen udnyttede han sine sprinterevner og som enkeltstartsrytter. Ved OL 2000 i Sydney stillede han op for Rusland i både linjeløb og enkeltstart. I førstnævnte sluttede han langt tilbage, men i enkeltstarten, hvor han kørte som nummer 25 af de 38 startende, kom han ind i bedste tid, 57.40 minutter og førte, indtil kun to af de største favoritter, tyske Jan Ullrich og amerikanske Lance Armstrong, manglede at komme i mål. Ingen af de to kunne dog måle sig med Jekimov, og Ullrich fik sølv og Armstrong bronze. Senere blev Armstrong dog afsløret i brug af doping, og hans bronzemedalje blev frataget ham; spanieren Abraham Olano, der blev nummer fire fik ikke medaljen.
Ved legene i 2004 i Athen stillede han igen op i både linjeløb og enkeltstart. I førstnævnte udgik han, men i enkelstarten var han blandt favoritterne som forsvarende OL-mester. Hurtigst var her dog amerikaneren Tyler Hamilton, mens Jekimov var næstbedst, og en anden amerikaner, Bobby Julich var tredjehurtigst. Imidlertid blev Hamilton afsløret i brug af doping, og i 2012 blev han frataget sin guldmedalje, mens Jekimov fik den i stedet, Julich fik sølv og australieren Mick Rogers bronze.

## OL-medaljer
- OL 1988, Seoul: Guld i holdforfølgelsesløb (Sovjetunionen)
- OL 2000, Sydney: Guld i enkeltstart
- OL 2004, Athen: Guld i enkeltstart